# Levi High
Levi High è un singolo della cantante dominicana DaniLeigh, pubblicato il 16 marzo 2020 su etichetta Def Jam Recordings.

## Video musicale
Il video musicale, diretto da Kat Webber, è stato reso disponibile in concomitanza con l'uscita del singolo. Il 18 marzo 2020 è stato pubblicato un video dietro le quinte.

## Tracce
1. Levi High – 2:23